# Tenellus ternetzi
Tenellus ternetzi es una especie de pez actinopeterigio de agua dulce, de la familia de los dorádidos.

## Morfología
Son bagres de cuerpo delicado, con una longitud máxima descrita de 12,9 cm.

## Distribución y hábitat
Se distribuye por ríos y lagos de América del Sur, en la cuenca fluvial del río Amazonas, en Brasil, Colombia, Guyana, Venezuela y Perú. Son peces de agua dulce tropical, de hábitat de tipo demersal.